# Xeno-canto
A xeno-canto egy olyan, bárki számára szerkesztésre is elérhető projekt és információs tárház, ahol önkéntesek rögzítenek, töltenek fel és jegyzetelnek le különféle madárdalokat. 2005-ös indulása óta több mint 400.000 felvétel került fel rá, világszerte több mint 10.000 fajtól, és így a világ legnagyobb madárhang-gyűjteménye lett. Minden felvételt Creative Commons licenc alatt töltenek fel, melyek között akadnak szabad licencek is.
Több tudományos újságban is felhasználták már a xeno-canto anyagát. Ez a 2014 óta megrendezett madárhang-felismerő verseny ("BirdCLEF")  adatforrása is. A megmérettetést az évente megtartott Conference and Labs of the Evaluation Forum részeként bonyolítják le.
A honlapot világszerte több akadémia és madármegfigyelő egyesület támogatja. Legnagyobb támogatást Hollandia nyújtja a számára.

## Külső hivatkozások
- Xeno-canto